# Plick von Plickenstein

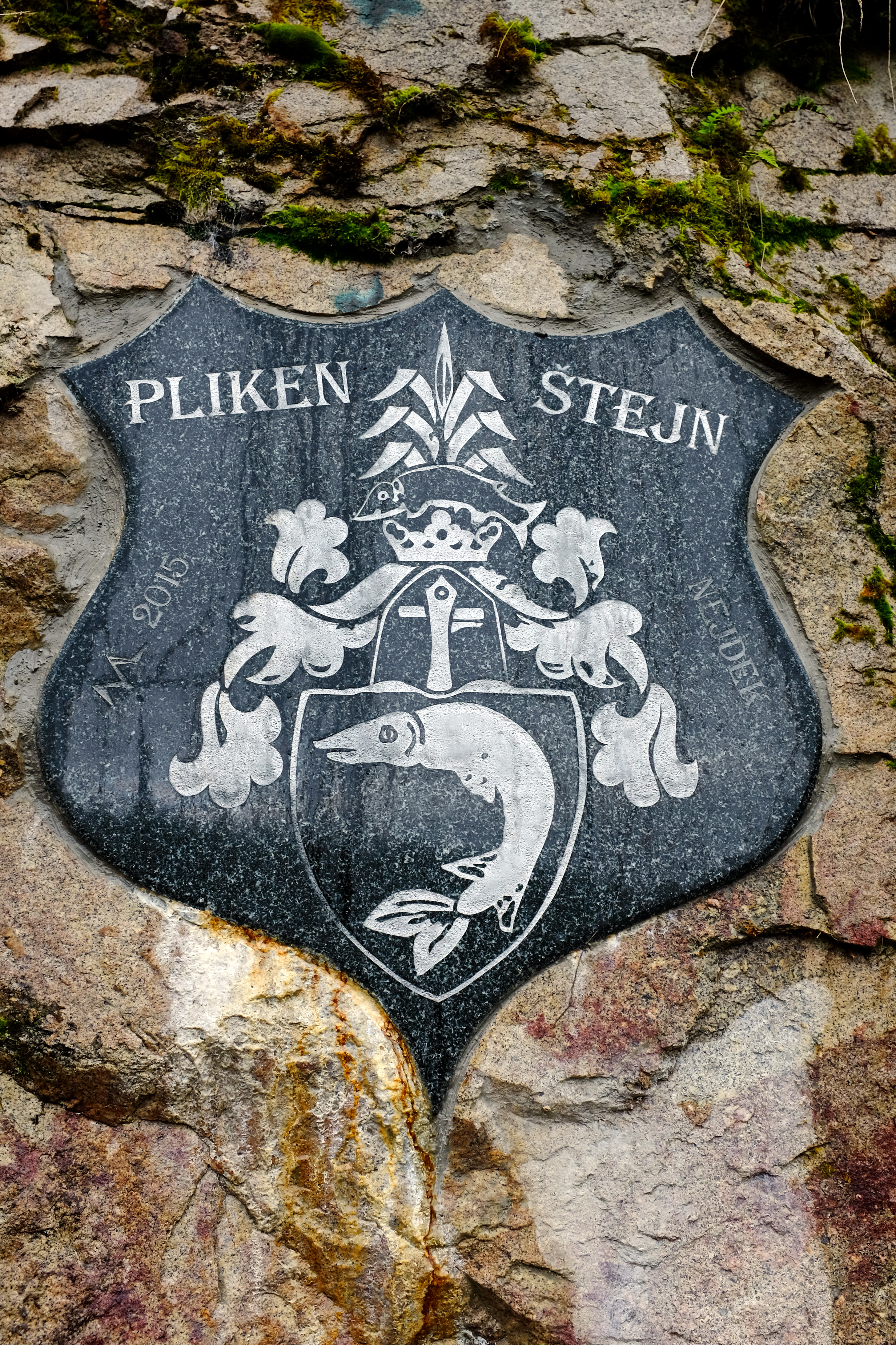
Wappenstein Plickenstein

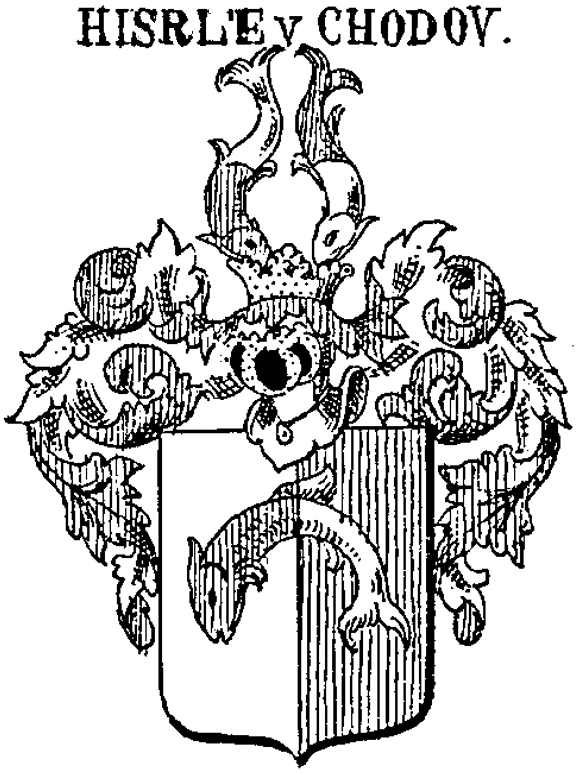
Wappen der Hiserle von Chodau im Siebmacher

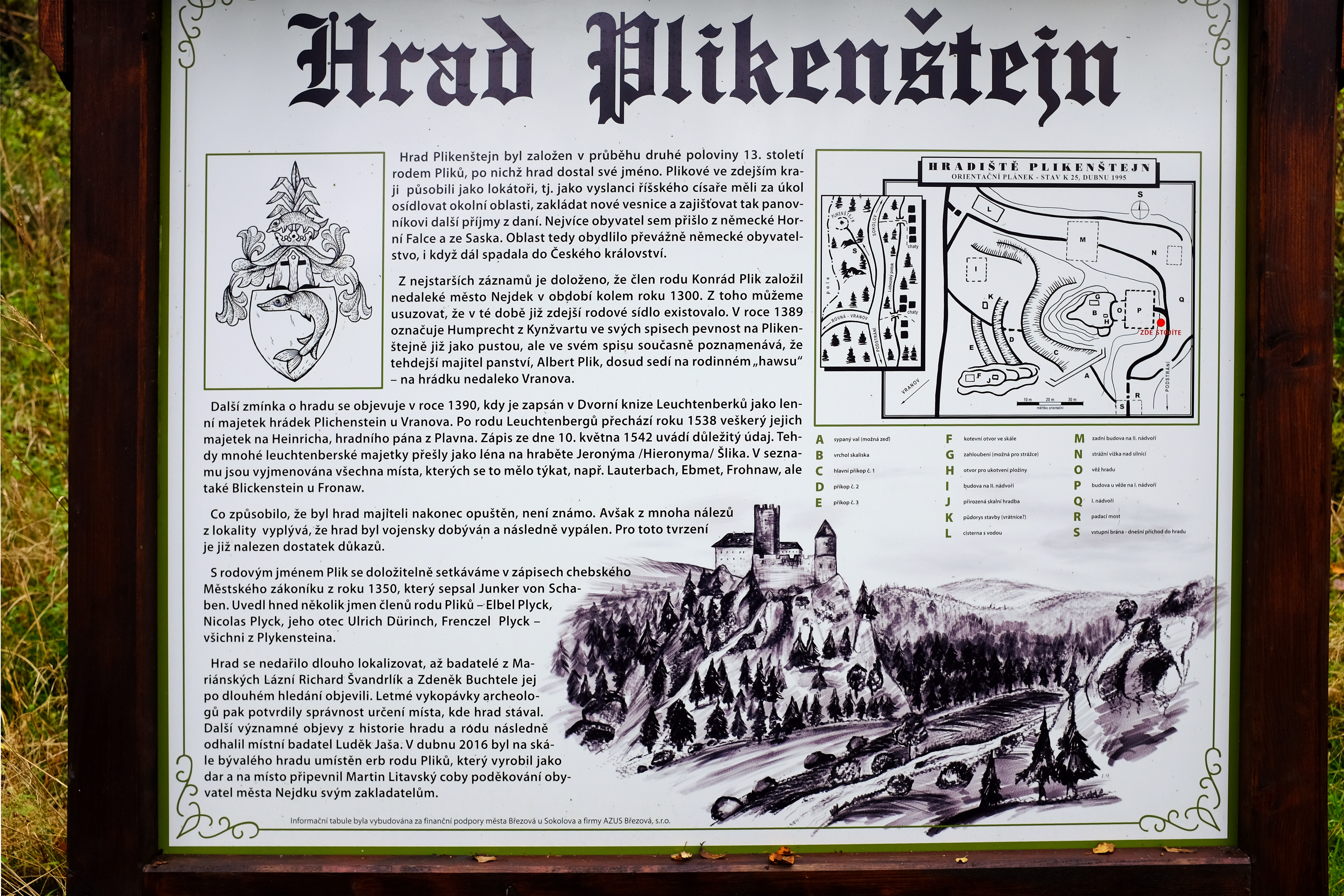
Infotafel am Burgstall

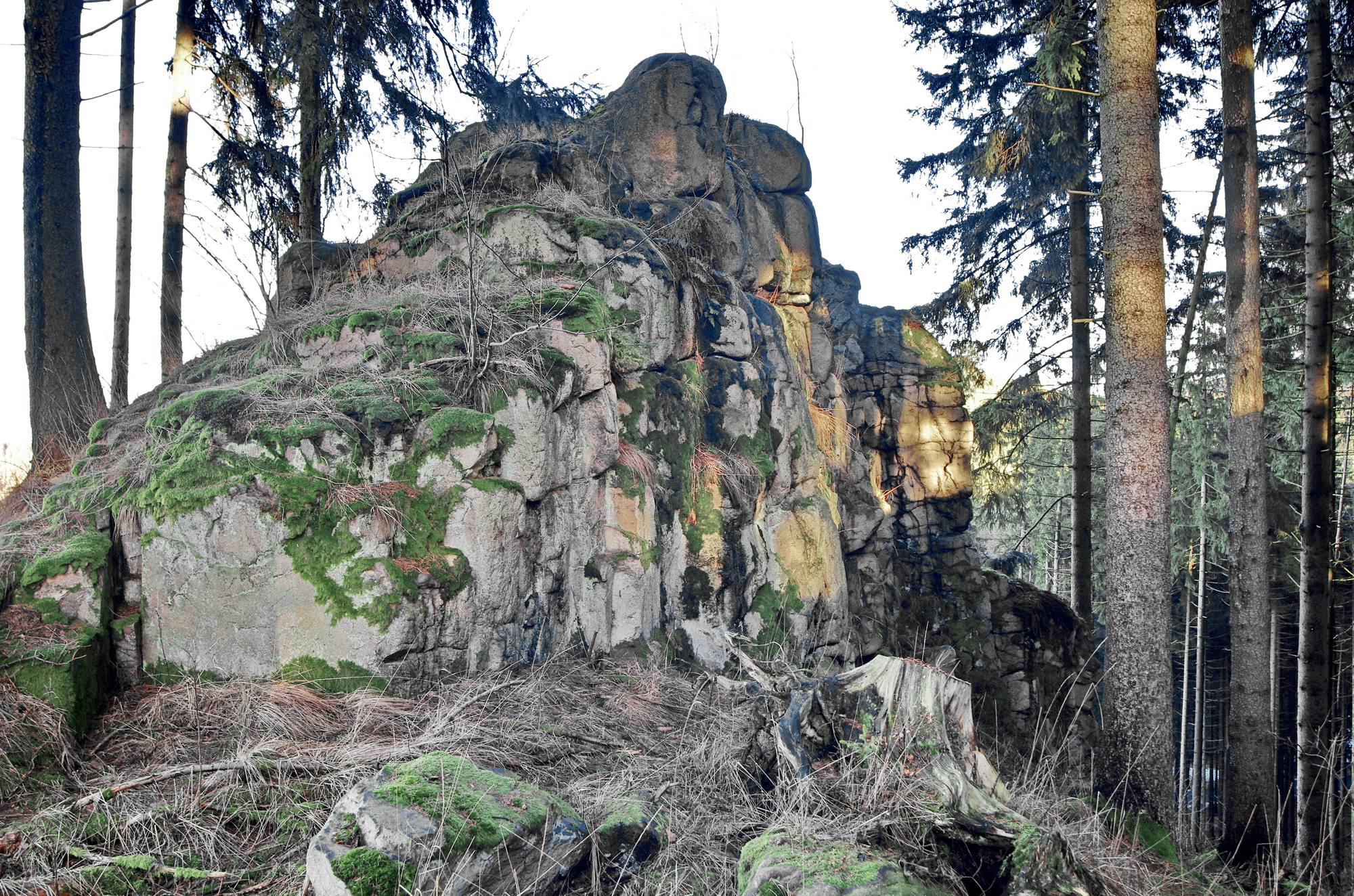
Burgfelsen Plickenstein

Plick von Plickenstein (tschechisch Plikenštejn) war der Name eines alten böhmischen Rittergeschlechts.

## Geschichte
Stammsitz war die Veste Plickenstein, in der Nähe von Frohnau bei Falkenau. Die Burg war ursprünglich ein Lehen der Landgrafen von Leuchtenberg, davor vielleicht der Herren von Nothafft. Forschungen datieren ihren Entstehungszeitraum auf die Jahre 1250 bis 1300. 1358 erwähnt das Achtbuch der Stadt Eger einen "Frenczel Plyck von Plykenstein". Die Plick von Plickenstein, Neudek und Tescheditz waren wappen- und vielleicht auch stammverwandt mit den Rauschengrüner von Aich, den Winkler von Künsperg und den Hisele von Chodau und Drahowitz. Ihr gemeinsames Wappen war: Auf rotem Feld, ein silberner, abwärts gekrümmter Fisch.
Konrad Plick ließ an der Wende des 13. zum 14. Jahrhundert zum Schutz und Kontrolle einer neuen Bergbaukolonie, im Tal auf einem Felsen die Burg Neudek errichten, darum herum entwickelte sich der Ort Neudek, der von oberfränkischen Zinnseifern besiedelt wurde und später die Stadtrechte erhielt. Nach der Erbteilung, die noch zu seinen Lebzeiten stattfand, trat Konrad Plick als Laienmönch in das Kloster Dießen am Ammersee ein, wo er am 30. Oktober 1335 dem örtlichen Totenbuch zufolge als "Chuonradus Naideck Laicus" verzeichnet, starb. Von seinen Söhnen wurde Peter, Herr auf Neudek und Albert, Herr auf Neurohlau. Am 1. Juli 1340 kaufte "Petrus dictus Plico de Neydek" von den Brüdern Konrad und Johann Stumpfl aus Lichtenstadt das Gut Heinrichsgrün als Lehen des Stiftes Tepl. Als Zeuge fungierte "Albertus Plico dictus Toss de Nouaraluna". Im großen Lehensbrief vom 20. September 1341 bestätigte der böhmische König Johann von Luxemburg Peter Plick Neudek, Thierbach und Hermannsgrün als erbliches Lehen. Zudem erhielt er die Erlaubnis zur Ausübung des Halsgerichtes. Zum Zweck einer eigenen Pfarrei gab Peter Plick zwischen 1341 und 1352 am Fuß der Burg den Bau des Gotteshaus St. Martin in Auftrag. Die örtliche Pfarrei ist 1352 erstmals im päpstlichen Zehentregister nachgewiesen. 1360 erscheint Peter Plick († 1360/63) zum letzten Mal bei der Einweisung eines Priesters.
1363 ist der Sohn von Peter, Heinrich Plick († 1394/96) als Kirchenpatron von Neudek erwähnt, zugleich auch über die Kirche von Turtsch bei Duppau, wo die Familie ebenfalls begütert war. Laut Urkunde vom 27. Januar 1364 schloss Heinrich Plick mit Landadeligen über Besitz in der Stadt Elbogen einen Vertrag. Am 13. März 1396 besaß das Patronatsrecht die Witwe von Heinrich, Johanna. Möglicherweise als Vormund ihres Sohnes erscheint am 5. Januar 1398 Busko von Przehorz als Inhaber des Patronatsrechtes von Neudek. 1410 verkaufte Heinrich Plick der Jüngere die Herrschaft Neudek mit dem darunter gelegenen Städtchen an seinen Schwager, dem Pfleger von Eger Hans Forster. Der nunmehr auf Turtsch ansässige Heinrich Plick nannte sich weiter "von Neudek". Am 30. August 1418 ist Heinrich von Neudek ein letztes Mal als Patron der Kirche von Turtsch aufgeführt. Laut dem Fachlehrer Josef Pilz soll das Geschlecht darauf im Egerland in keiner Urkunde mehr erwähnt worden sein und ist somit ausgestorben, blühte jedoch noch nachweislich bis in das 17. Jahrhundert.
1406 fungierte der Bürger von Pilsen Johannes Plik dort als Richter. Andres Plik erscheint 1431 als Lehensnehmer im Kessel der Herrschaft Birsenstein, welche damals durch Teilung an Wilhelm von Schönburg fiel. Der Gelehrte Wilhelm Plick aus Petschau immatrikulierte 1503 an der Universität Leipzig. Am 10. Februar 1517 promovierte er als "dominus Wolf Pligk de Pligkenstein" zum Doktor beider Rechte und stand zuletzt 1532 der Universität als Vizekanzler vor. Angehörige scheinen später vereinzelt als einfache Bauern ihre Adelsrechte eingebüßt zu haben, vielleicht auch um den Ritter- und Kriegsdienst zu entgehen. 1525 war laut Urbar Wenzel Blick Halbhofbesitzer in Lobs, sowie Hans Plieck Hofbesitzer in Frohnau. 1529 wirkte Georg Plick von Plickenstein als Amtsverwalter der Engelsburg, der 1510 das Gut Bergles an sich brachte. Am 4. Februar 1540 steht er in einem vom Burggrafen Heinrich von Plauen ausgestellten Freibrief an die Stadt Luditz als Zeuge. Den Kirchenbüchern von Neudek zufolge war 1566 der Hauptmann von Petschau Christoph Plick von Plickenstein Taufpate des Grafen Schlick. 1572 erlangte der böhmische Gutsbesitzer Christoph Plick von Plickenstein den Adelsstand. Der Oberamtsverwalter von Graslitz Michel Plick heiratete 1582 in Heinrichsgrün. Am 29. November 1585 ist Georg Plick von Plickenstein in einer Zuschrift des Rates von Schlaggenwald über dessen ihn schuldenden Gelder erwähnt, des Weiteren am 9. November 1589 die Witwe Anna Plick von Plickenstein geb. Elbogerin zu Prag, in einem Dokument über Bergbauangelegenheiten, das in Unter-Schönfeld ausgestellt wurde. 1647 erhielt Christoph Plick von Plickenstein von Kaiser Ferdinand III. ein Adelsbestätigungsdiplom. Laut Dr. Alfred Riedl scheint der adlige Zweig der Plick noch im 17. Jahrhundert erloschen zu sein.

## Genealogie

### Linie Neudek
1. Kaspar Plick († 30. Oktober 1335 in Kloster Dießen), Herr von Neudek, Benediktinermönch 
  1. Peter Plick († 1360/63), Herr von Neudek
    1. Heinrich Plick der Ältere († 1394/96), Herr von Neudek, ⚭ Johanna NN 
      1. Heinrich Plick  der Jüngere († nach 1418), Herr von Neudek und Turtsch, ⚭ Margarete NN
      2. Margarete Plick, ⚭ Hans Forster, Pfleger von Eger, 1410 Herr von Neudek

  2. Albert Plick, 1340 Herr von Neurohlau